# John Pizzarelli
Pour les articles homonymes, voir Pizzarelli.
John Paul Pizzarelli Jr. (né le 6 avril 1960) est un chanteur, guitariste et compositeur de jazz américain d'origine italienne. Il est le fils de John Paul Pizzarelli Sr. dit Bucky, lui aussi guitariste de jazz. Son frère Martin est le bassiste de son quatuor habituel complété par le pianiste Larry Fuller et par le batteur Tony Tedesco.

## Biographie
John Pizzarelli, d'origine italo-américaine, est né à Paterson dans le New Jersey. Il est le fils du célèbre guitariste de jazz, Bucky Pizzarelli. Il a grandi dans le comté de Bergen, dans le New Jersey, et a fait sa scolarité dans une école catholique pour garçons. Il se dit fier d'être issu du New Jersey.
John Pizzarelli est un grand fan de l'équipe de baseball des Boston Red Sox. Il a lui-même pratiqué ce sport. Durant ses études, il partageait son temps entre l'étude de la musique et la pratique sportive.
En 1998, il a épousé la chanteuse Jessica Molaskey. Ils sont les parents d'un fille, Madeleine Elizabeth.
Le couple réside actuellement à New York.

## Carrière
John Pizzarelli a enregistré une quarantaine d'albums, que ce soit en solo ou accompagné d'autres musiciens. Il a notamment collaboré avec George Shearing, Rosemary Clooney, Johnny Frigo & Buddy DeFranco et le Boston Pops Orchestra. Nombre de ses albums ont reçu de bonnes critiques et se sont bien vendus. Il a également été invité à participer à l'enregistrement d'albums d'autres artistes.
John Pizzarelli se produit souvent au sein d'un quartet de jazz en compagnie de son frère Martin Pizzarelli (contrebasse), du batteur Tony Tedesco et du pianiste Larry Fuller. Il est souvent comparé au chanteur de jazz Harry Connick, Jr. pour ses reprises de grands standards et sa grande popularité. Il compose également ses propres morceaux et touche à d'autres styles musicaux comme la bossa nova.
L'un de ses albums les plus considérés est Dear Mr. Cole, composé de reprises des plus grands tubes de Nat King Cole.
John Pizzarelli est connu pour sa personnalité avenante et son sens du contact avec le public. Il lui arrive fort souvent de chanter les solos qu'il est en train de jouer à la guitare. Parmi les chanteurs qu'ils l'ont influencé, on compte Nat King Cole et Joe Mooney.
John Pizzarelli présente, en compagnie de sa femme Jessica Molaskey, le programme radio hebdomadaire Radio Deluxe with John Pizzarelli.
En septembre 2015, il publie un album Midnight McCartney conçu à la suite d'un contact avec le célèbre bassiste gaucher lui ayant suggéré d'enregistrer un album de reprises de chansons des Beatles. Finalement, ce sont quatorze œuvres solo de Paul McCartney qui sont interprétées.

## Discographie partielle
| Date | Titre de l'album         | Musiciens                                            |
| ---- | ------------------------ | ---------------------------------------------------- |
| 2012 | Double Exposure          |                                                      |
| 2006 | Dear Mr. Sinatra         |                                                      |
| 2005 | Knowing You              |                                                      |
| 2004 | Bossa Nova               |                                                      |
| 2002 | The Rare Delight of You  |                                                      |
| 2000 | Let there be Love        |                                                      |
| 2000 | Brazil                   |                                                      |
| 2000 | Kisses in the Rain       | Martin Pizzarelli (contrebasse), Ray Kennedy (piano) |
| 1997 | Our Love is Here to Stay |                                                      |
| 2015 | Midnight McCartney       |                                                      |